# Sant Esteve de Prullans
Sant Esteve de Prullans és una església del municipi de Prullans (Cerdanya) inclosa en l'Inventari del Patrimoni Arquitectònic de Catalunya.

## Descripció
Església d'una sola nau amb dues capelles a manera de creuer. La volta de la nau central és de canó apuntat, i les de les capelles l'una és d'aresta i l'altre de canó. Absis semicircular, amb dues obertures de doble esqueixada. Els murs són de carreus de pedra. Cor alt als peus de fusta. Portada als peus de mig punt amb porta de fusta antiga, farratges d'espiral i forrellat amb decoració geomètrica. Al mateix pla que la façana, orientada a ponent, s'hi troba la torre campanar de secció quadrangular, construïda amb carreus de pedra.

## Història
Aquesta església de Sant Esteve de Prullans és la parroquial d'aquest lloc, que era esmentat ja el 839 en l'acta de consagració de la Seu d'Urgell. Restaurada del 1969 al 1972 s'hi ha incorporat uns vitralls a les petites obertures, així com una font, d'on brolla d'aigua a la pila baptismal.